# Uloborus
Uloborus là một chi nhện trong họ Uloboridae.

## Hình ảnh

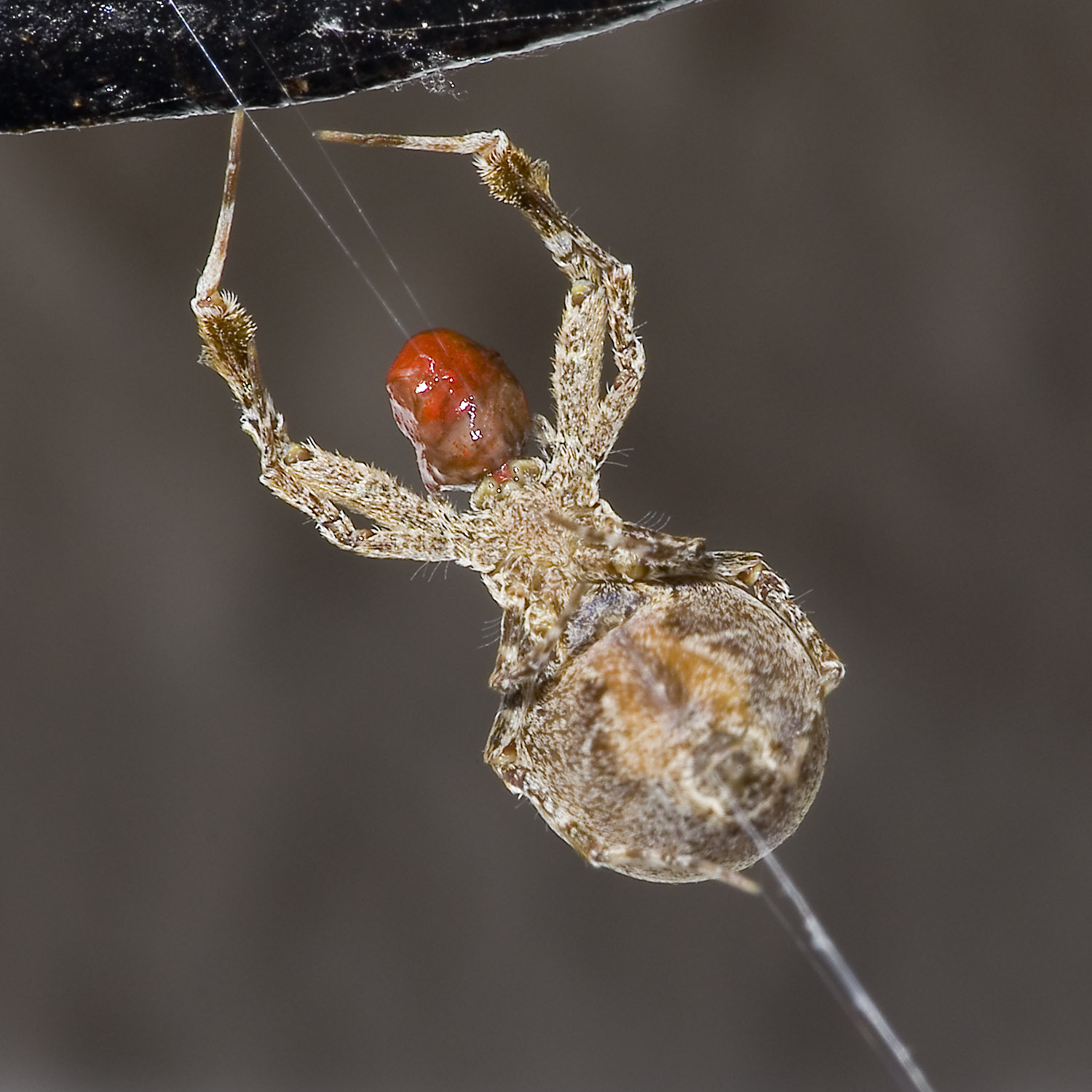